# Propelargus
|  | Dieser Artikel wurde aufgrund von formalen oder inhaltlichen Mängeln in der Qualitätssicherung Biologie zur Verbesserung eingetragen. Dies geschieht, um die Qualität der Biologie-Artikel auf ein akzeptables Niveau zu bringen. Bitte hilf mit, diesen Artikel zu verbessern! Artikel, die nicht signifikant verbessert werden, können gegebenenfalls gelöscht werden. Lies dazu auch die näheren Informationen in den Mindestanforderungen an Biologie-Artikel. |

Propelargus ist eine ausgestorbene Gattung von storchartigen Vögeln; von ihrer Größe her entsprechen sie dem ebenfalls ausgestorbenen Kuba-Kranich. Nach Houde (2009) kann Propelargus keiner bekannten Vogelfamilie zugeordnet werden, jedoch listet eine Übersichtsarbeit Propelargus als Mitglied der Familie Idiornithidae.
Die Erstbeschreibung erfolgte durch Richard Lydekker in seinem 1891 veröffentlichten Catalogue of the Fossil Birds in the British Museum (Natural History). Aufgrund der Untersuchung eines in Bach gefundenen Tarsometatarsus-Knochens, der bei Propelargus anders ausgeformt ist, gelang die Abgrenzung von den Eigentlichen Störchen. Dieselbe Publikation erwähnt zwei nicht näher eingeordnete Knochen von Propelargus, die aus Allier stammen.

## Lebensweise
Propelargus olseni ist ein bodenbewohnender Fleischfresser.

## Arten
- P. cayluxensis, Oligozän oder Eozän[1] Typus für die Gattung nach Lydekker (1891).
- P. edwardsi, gefunden in Quercy, Frankreich, Miozän
- P. olseni, gefunden in Florida, beschrieben durch Brodkorb (1963).[5]